# Saint-M'Hervon
Saint-M'Hervon is een plaats en voormalige gemeente in het Franse departement Ille-et-Vilaine in de regio Bretagne en telt 317 inwoners (1999). De plaats maakt deel uit van het arrondissement Rennes.
Op 1 januari 2019 werd Saint-M'Hervon opgenomen in de gemeente Montauban-de-Bretagne.

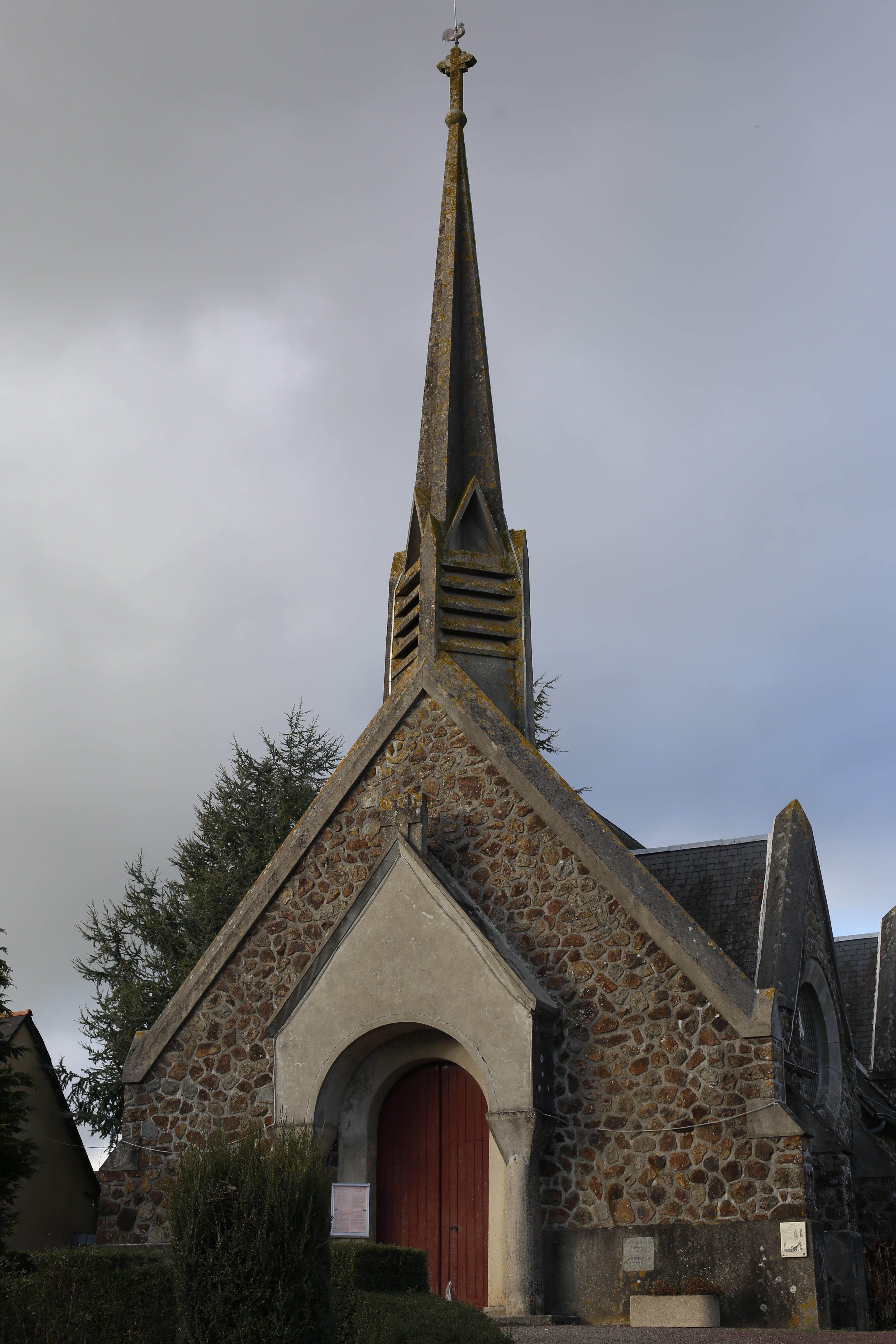
Kerk van Saint-M'Hervon
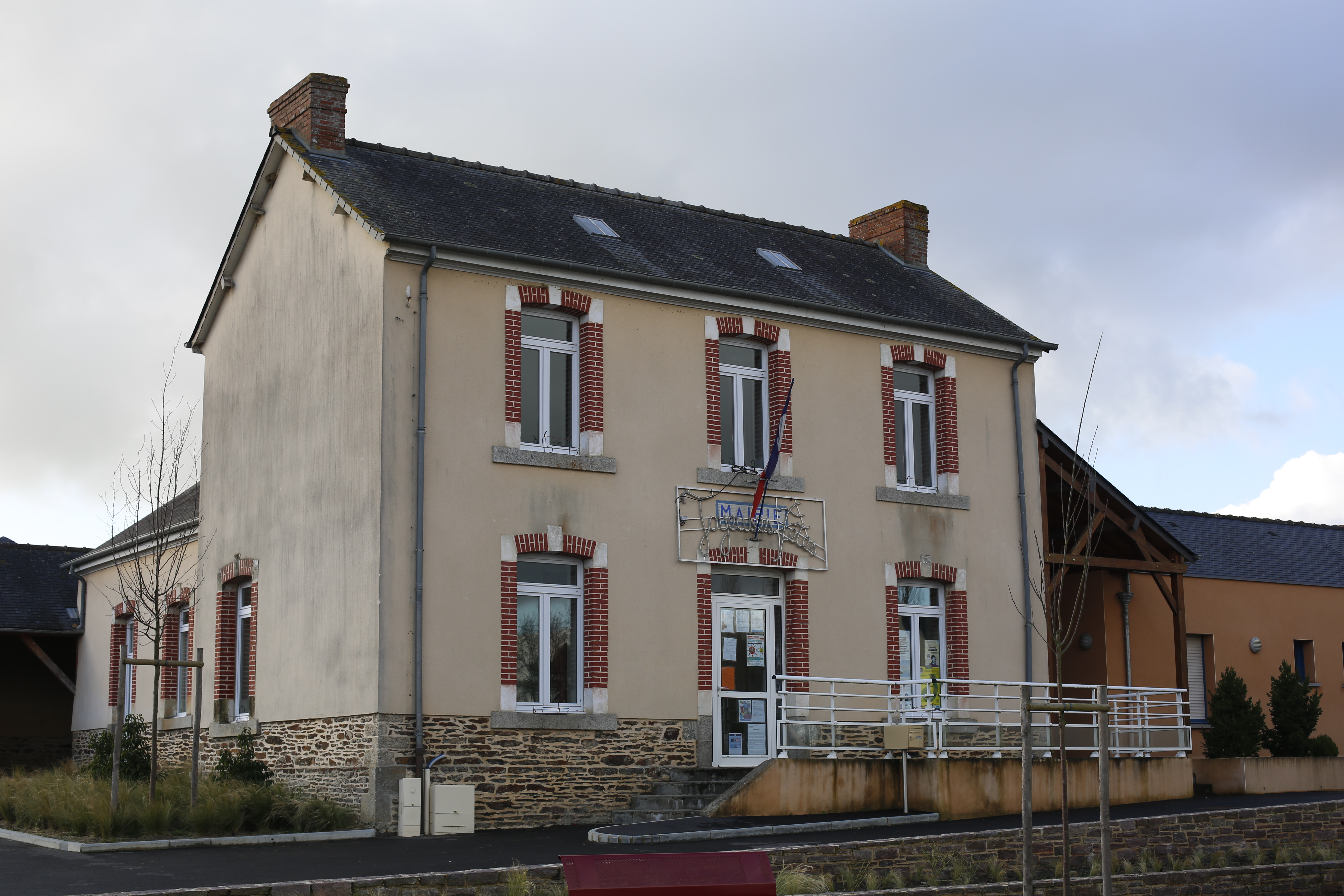
Voormalig gemeentehuis

## Geografie
De oppervlakte van Saint-M'Hervon bedraagt 2,4 km², de bevolkingsdichtheid is 132,1 inwoners per km².
De onderstaande kaart toont de ligging van Saint-M'Hervon met de belangrijkste infrastructuur en aangrenzende gemeenten.

## Demografie
Onderstaande figuur toont het verloop van het inwonertal (bron: INSEE-tellingen).